# Калифорнийски щатски път 1
Калифорнийски щатски път 1 или за кратко Единицата или Магистрала 1 както я наричат българите в Калифорния (Highway 1, California State Route 1) е щатски път по крайбрежието на Калифорния в САЩ. Единицата е известна с живописните си гледки по крайбрежието на Тихия океан, където минава маршрута ѝ. Магистрала 1 е дълга 1055 км (656 мили).